# Đại sứ quán Việt Nam Cộng hòa tại Vương quốc Liên hiệp Anh
Đại sứ quán Việt Nam Cộng hòa tại Vương quốc Liên hiệp Anh (Embassy of the Republic of Vietnam in the United Kingdom), thường gọi là Đại sứ quán Nam Việt Nam tại Anh, là cơ quan đại diện ngoại giao do Việt Nam Cộng hòa thành lập tại thủ đô Luân Đôn của Vương quốc Liên hiệp Anh. Cơ quan này đóng cửa vào ngày 2 tháng 5 năm 1975 sau khi Sài Gòn thất thủ ngày 30 tháng 4 năm 1975.

## Lịch sử
Tiền thân là Công sứ quán Quốc gia Việt Nam tại Vương quốc Liên hiệp Anh do chính quyền Quốc gia Việt Nam lập ra vào năm 1952. Sau khi Việt Nam Cộng hòa thành lập vào ngày 26 tháng 10 năm 1955 thì cơ quan này mới đổi tên thành Công sứ quán Việt Nam Cộng hòa tại Vương quốc Liên hiệp Anh.  Về sau, chính phủ bèn nâng cấp công sứ quán lên thành đại sứ quán vào năm 1956 và đổi tên thành Đại sứ quán Việt Nam Cộng hòa tại Vương quốc Liên hiệp Anh cho đến khi đóng cửa vào ngày 2 tháng 5 năm 1975.

## Danh sách Đại sứ

### Công sứ Quốc gia Việt Nam→Việt Nam Cộng hòa tại Anh (1952–1956)
Năm 1952, Quốc gia Việt Nam thành lập công sứ quán tại Anh. Năm 1956, Chính phủ Việt Nam Cộng hòa thiết lập quan hệ ngoại giao với Chính phủ Vương quốc Liên hiệp Anh. Cùng năm đó, cơ quan đại diện ngoại giao của hai nước được nâng cấp từ công sứ quán lên đại sứ quán.
| Số | Tên gọi          | Bổ nhiệm | Nhậm chức           | Trình Quốc thư      | Từ chức | Cấp bậc  | Chức vụ                     | Ghi chú                                                                         | Ghi chú |
| -- | ---------------- | -------- | ------------------- | ------------------- | ------- | -------- | --------------------------- | ------------------------------------------------------------------------------- | ------- |
| 1  | Nguyễn Khắc Vệ   |          | 17 tháng 5 năm 1952 | 10 tháng 6 năm 1952 | 1955    | Công sứ  | Công sứ đặc mệnh toàn quyền | Công sứ đầu tiên của Nam Việt Nam sau khi thiết lập quan hệ ngoại giao với Anh. |         |
| 2  | Nguyễn Khắc Bằng |          | 1955                |                     | 1956    | Tham tán | Đại biện lâm thời           |                                                                                 |         |

### Đại sứ Việt Nam Cộng hòa tại Anh (1956–1975)
Năm 1956, hai nước lần lượt nâng cấp phái viên thường trú lên thành đại sứ.
| Số | Tên gọi          | Bổ nhiệm         | Nhậm chức           | Trình Quốc thư      | Từ chức              | Cấp bậc  | Chức vụ                    | Ghi chú | Ghi chú |
| -- | ---------------- | ---------------- | ------------------- | ------------------- | -------------------- | -------- | -------------------------- | --- | ------- |
| 1  | Nguyễn Khắc Bằng |                  | 1956                |                     | 16 tháng 3 năm 1956  | Tham tán | Đại biện lâm thời          | |         |
| 2  | Ngô Đình Luyện   |                  | 16 tháng 3 năm 1956 | 22 tháng 3 năm 1956 | 2 tháng 11 năm 1963  | Đại sứ   | Đại sứ đặc mệnh toàn quyền | Đại sứ đầu tiên tại Anh sau khi Việt Nam Cộng hòa thiết lập quan hệ ngoại giao. Ông đã từ chức sau cuộc đảo chính năm 1963.                                                                                     |         |
| 3  | Trương Bửu Khánh |                  | 1963                |                     | 23 tháng 1 năm 1964  | Tham tán | Đại biện lâm thời          | |         |
| 4  | Vũ Văn Mẫu       |                  | 23 tháng 1 năm 1964 | 4 tháng 3 năm 1964  | 17 tháng 11 năm 1965 | Đại sứ   | Đại sứ đặc mệnh toàn quyền | Từ chức ngày 17 tháng 11 năm 1965 do bất đồng chính sách với Bộ Ngoại giao. |         |
| 5  | Nguyễn Văn An    |                  | 1965                |                     | 1967                 | Công sứ  | Đại biện lâm thời          | |         |
| 6  | Lê Ngọc Chấn     |                  | 30 tháng 3 năm 1967 | 2 tháng 5 năm 1967  | Tháng 6 năm 1972     | Đại sứ   | Đại sứ đặc mệnh toàn quyền | Kiêm nhiệm chức Đại sứ Việt Nam Cộng hòa tại Hà Lan. |         |
| 7  | Vương Văn Bắc    |                  |                     | 20 tháng 7 năm 1972 | 1973                 | Đại sứ   | Đại sứ đặc mệnh toàn quyền | |         |
| 8  | Lê Thành Khê     |                  | 1973                |                     | 1974                 | Tham tán | Đại biện lâm thời          | |         |
| 9  | Phạm Đăng Lâm    | Tháng 3 năm 1974 |                     | 24 tháng 5 năm 1974 | 2 tháng 5 năm 1975   | Đại sứ   | Đại sứ đặc mệnh toàn quyền | Từng là Đại sứ Việt Nam Cộng hòa tại Hà Lan, và cũng là đại sứ cuối cùng tại Anh. Sau khi đại sứ quán đóng cửa vào ngày 2 tháng 5, ông định cư ở Pháp, và sau đó qua đời tại Paris vào ngày 2 tháng 6 cùng năm. |         |